# Liste der Monuments historiques in Lamath
Die Liste der Monuments historiques in Lamath führt die Monuments historiques in der französischen Gemeinde Lamath auf.

## Liste der Objekte
| Bezeichnung               | Beschreibung                                                                        | Standort                        | Kennzeichnung | Schutzstatus | Datum | Bild |
| ------------------------- | ----------------------------------------------------------------------------------- | ------------------------------- | ------------- | ------------ | ----- | ---- |
| Hauptaltar                | Altartisch, Altaraufbau und Tabernakel; Holz, farbig gefasst und vergoldet, um 1720 | in der Kirche St-Étienne (Lage) | PM54000317    | Classé       | 1979  |      |
| Skulptur Heiliger Stephan | Holz, vergoldet, erste Hälfte des 16. Jahrhunderts                                  | in der Kirche St-Étienne (Lage) | PM54000316    | Classé       | 1979  |      |